# Дубик Петро Борисович
Петро́ Бори́сович Ду́бик (1983—2014) — молодший сержант Збройних сил України, учасник російсько-української війни.

## З життєпису
Народився 1983 року в селі Немиринці (Ружинський район, Житомирська область). 2000 року закінчив загальноосвітню школу села Немиринці. Здобув освіту електрозварювальника в київському училищі; працював у рідному селі. Проходив строкову військову службу в лавах ЗСУ. Після демобілізації переїхав до Києва, де зустрів своє кохання, одружився.
17 березня 2014 року мобілізований, номер обслуги 2-го протитанкового артилерійського взводу 1-ї протитанкової артилерійської батареї протитанкового артилерійського дивізіону, 26-та окрема артилерійська бригада. Від 9 липня того ж року брав участь у боях на сході Україні.
14 серпня 2014-го загинув поблизу Амвросіївки в часі обстрілів з боку терористів та з території Росії і відбиття танкової атаки. Тоді ж загинув солдат Сокорчук Олександр Вікторович.
Без Петра лишилися дружина, брат. Похований у Немиринцях 20 серпня 2014 року.

## Нагороди та вшанування
За особисту мужність і героїзм, виявлені у захисті державного суверенітету та територіальної цілісності України, вірність військовій присязі під час російсько-української війни
- нагороджений орденом За мужність III ступеня (22.1.2015, посмертно).
- Його портрет розміщений на меморіалі «Стіна пам'яті полеглих за Україну» у Києві: секція 2, ряд 7, місце 28.
- Вшановується 14 серпня на щоденному ранковому церемоніалі вшанування українських захисників, які загинули цього дня у різні роки внаслідок російської збройної агресії[1].
- на фасаді будівлі немиринецької загальноосвітньої школи йому встановлено меморіальну дошку.
- У селі Немиринці вулицю Чапаєва перейменовано на вулицю Петра Дубика.